# Paratilapia

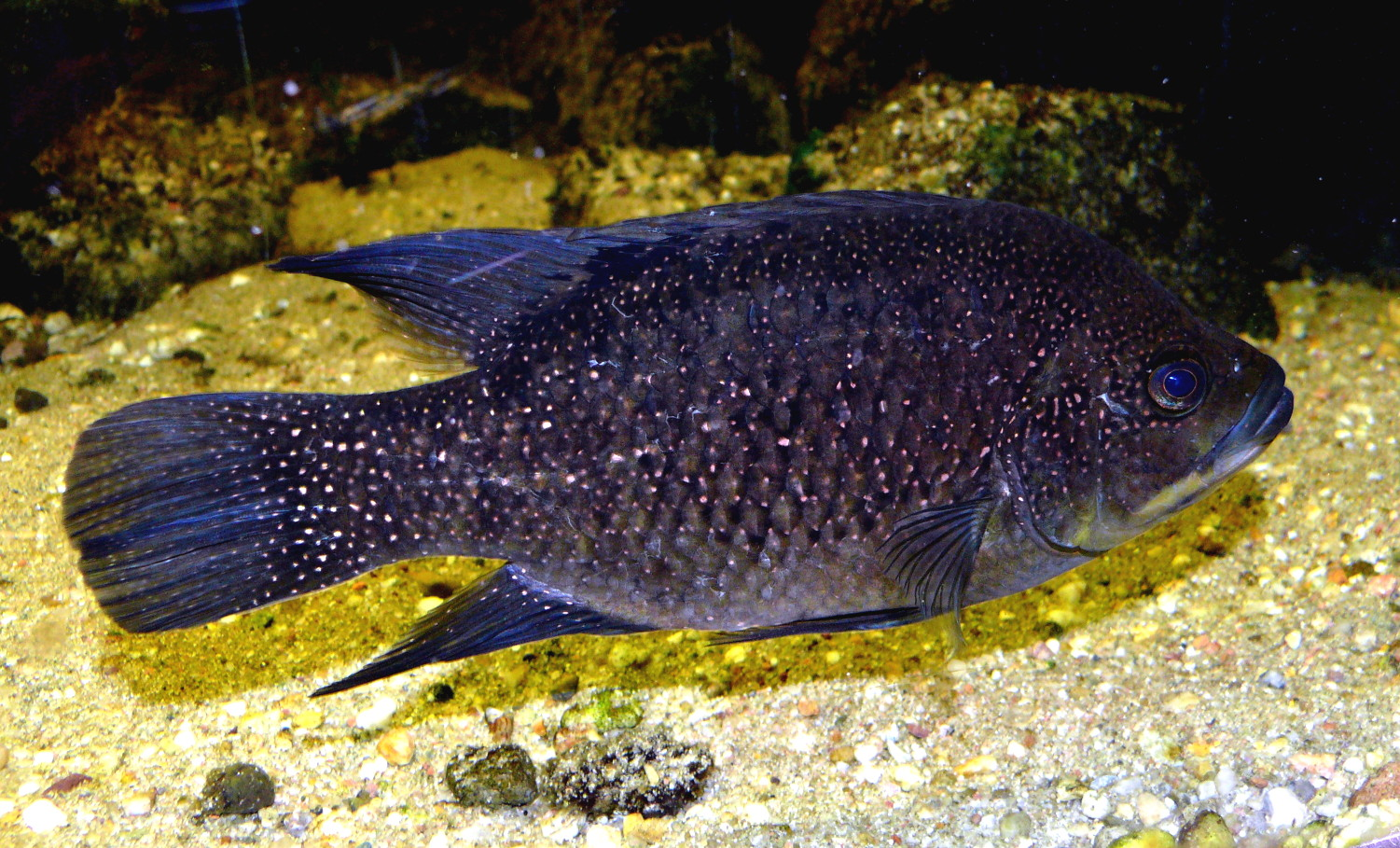
Paratilapia sp.

Paratilapia és un gènere de peixos pertanyent a la família dels cíclids que es troba a Madagascar.

## Taxonomia
- Paratilapia polleni (Bleeker, 1868)[4][5]
- Paratilapia toddi (Boulenger, 1905)[6][7][8][9][10][11]